# هاوزن (میلتنبرگ)
هاوزن (به آلمانی: Hausen) یک شهر در آلمان است که در Miltenberg واقع شده‌است.